# Pruské království
Pruské království (německy Königreich Preußen, též Königreich Preussen) byl německý stát, který existoval od roku 1701 do roku 1918. Během slezských válek a dělení Polska se podařilo pruským králům získat rozsáhlé území, které v dalších letech nadále rozšiřovali. Po Vídeňském kongresu se stalo součástí Německého spolku. Od roku 1871 do porážky Německa v první světové válce bylo Pruské království vůdčím státem Německého císařství, jehož bylo součástí. V rámci Německého císařství mělo Prusko zcela výjimečné postavení jak ve vedení, obyvatelstvu nebo rozloze.
Pruské království vzniklo v roce 1701 a zaniklo v roce 1918, trvalo tedy přes 200 let, během této doby se stalo jedním z nejmocnějších států v Evropě.

## Historie

### Vznik
18. ledna 1701 se syn Fridricha Viléma, braniborský kurfiřt a pruský vévoda Fridrich III. prohlásil v Královci (Königsbergu), se svolením polského krále Augusta II. a římskoněmeckého císaře Leopolda I., „králem v Prusku“ (König in Preußen) jako Fridrich I., čímž založil později velice mocné Pruské království. Vložil si sám korunu na hlavu, pak na hlavu své ženy a až poté se nechal pomazat. (Korunovaci předcházelo založení Řádu Černé orlice.) V rámci obtížně akceptovaného kompromisu se tedy stal suverénním králem pouze v Pruském vévodství („vévodských Prusích“), zemi sice německé – pozůstatku někdejšího řádového státu německých rytířů – ale nepatřící územně ani státoprávně do rámce Svaté říše římské. Císařský souhlas získal korunním traktátem 16. listopadu 1700 za závazek poskytnutí osmitisícového vojska pro válku o španělské dědictví.

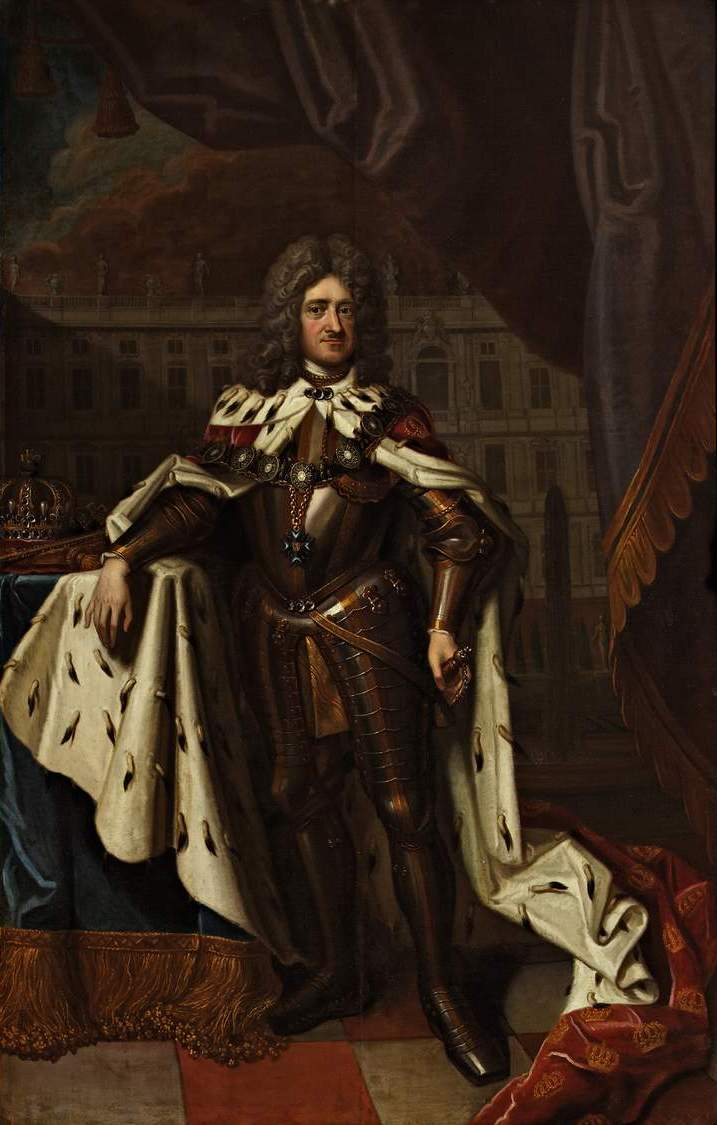
Fridrich I. (1701–1713), první pruský král

Příčiny tohoto činu lze najít ve výbojné politice braniborských kurfiřtů, jež byli od roku 1618 zároveň pruskými vévody (tehdy ještě však ve vazalském poměru ke králům polským). Jejich mocenskému vzestupu v německém prostoru stály v cestě nepřátelské rody, které většinou získaly v tu dobu královské tituly, čímž dosáhly významného úspěchu. Právě na přelomu 17. a 18. století získala severoněmecká Hannoverská dynastie následnictví Spojeného království, jehož králi se v roce 1714 skutečně stali. Další soupeř, tentokrát z vlivného rodu Wettinů, saský kurfiřt Fridrich August I. Silný získal roku 1697 titul polského krále, takže se královský titul stával pro Braniborsko-Prusko (spojené personální unií) čím dál více otázkou prestiže. Problémem bylo, jak jej získat. Získání cizího královského titulu bylo nepravděpodobné, stejně jako to, že by císař povýšil Braniborské markrabství na království (jediným královstvím po celou dobu trvání Říše byly Čechy, přičemž souběhem dějinných okolností byli po r. 1620 českými králi i římskými císaři titíž panovníci), a tak zbylo jen Prusko, resp. Pruské vévodství, nad nímž měli braniborští Hohenzollernové od let 1657/60 plnou, suverénní vládu. Ovšem území, k němuž se symbolicky mohl královský titul v Prusku vázat, a to takzvané „královské Prusko“ (či „královské Prusy“), stále ovládala Polsko-litevská unie, a tak se kurfiřt a vévoda Fridrich III. nemohl jen tak prohlásit králem pruským, ale zvolil určitou hru se slovy, když se nazval králem v Prusku, v zemi mimo dosah císařské svrchovanosti. Pruské království ve své počáteční podobě tedy de facto představovalo pouze území původního Pruského vévodství. Jeho následný růst a připojení území „královských Prus“ však na sebe nenechalo příliš dlouho čekat.

### Územní růst

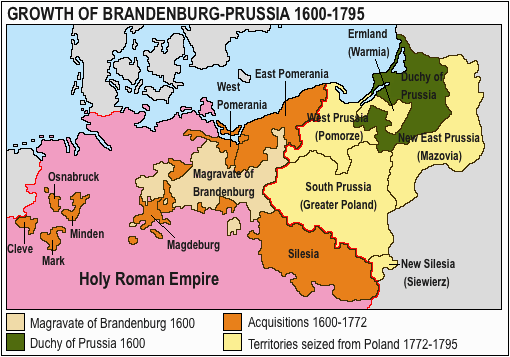
Územní růst Pruska

Pruské království čím dál více sílilo a tak ve slezských válkách v letech 1740–1745 získalo od Habsburské monarchie většinu Slezska i s původně českým Kladskem. Tento zisk pak dokázalo ubránit v další sedmileté válce, kde bojovalo proti koalici Habsburské monarchie, Francie a Ruska. To byl počátek mocenského vzestupu Pruska, které se stalo jedním z nejdůležitějších evropských států. V této době vytvořilo Prusko nejen skvěle vycvičenou armádu, ale také efektivní úřednický aparát.
V letech 1772–1795 se Pruské království zúčastnilo trojího dělení Polska a získalo tak rozsáhlá území na východě, mezi nimiž měly pro něj největší význam právě tzv. Prusy královské (pozdější provincie Západní Prusko), což mělo za formální důsledek znovusjednocení Pruska a nárok na oprávněný titul pruského krále. A jelikož se tedy situace vyměnily a polský král se stal de facto závislým panovníkem, změnil tehdejší „král v Prusku“ Fridrich II. Veliký svůj titul a začal se tituloval (jak bylo běžné) jako „pruský král“ (König von Preußen).
Během trojího dělení Polska získalo Prusko kromě královského Pruska také tyto území: Varmii, Chelmiňsko, Notečsko - Netzedistrikt, Velkopolsko, Kujavsko, Siradzko, Leczycko část Podlesí, a západní a severní Mazovsko včetně Varšavy), kde pak postupně vznikly provincie Západní Prusko, Nové Východní Prusko a Jižní Prusko.
Za vlády kurfiřta Fridricha Viléma IV. (pruský král Fridrich Vilém III.) v roce 1806, bylo do pruského království včleněno Braniborské kurfiřtství, čímž skončila reálná unie Braniborska a Pruska.

### Prusko a napoleonské války

Království po roce 1818

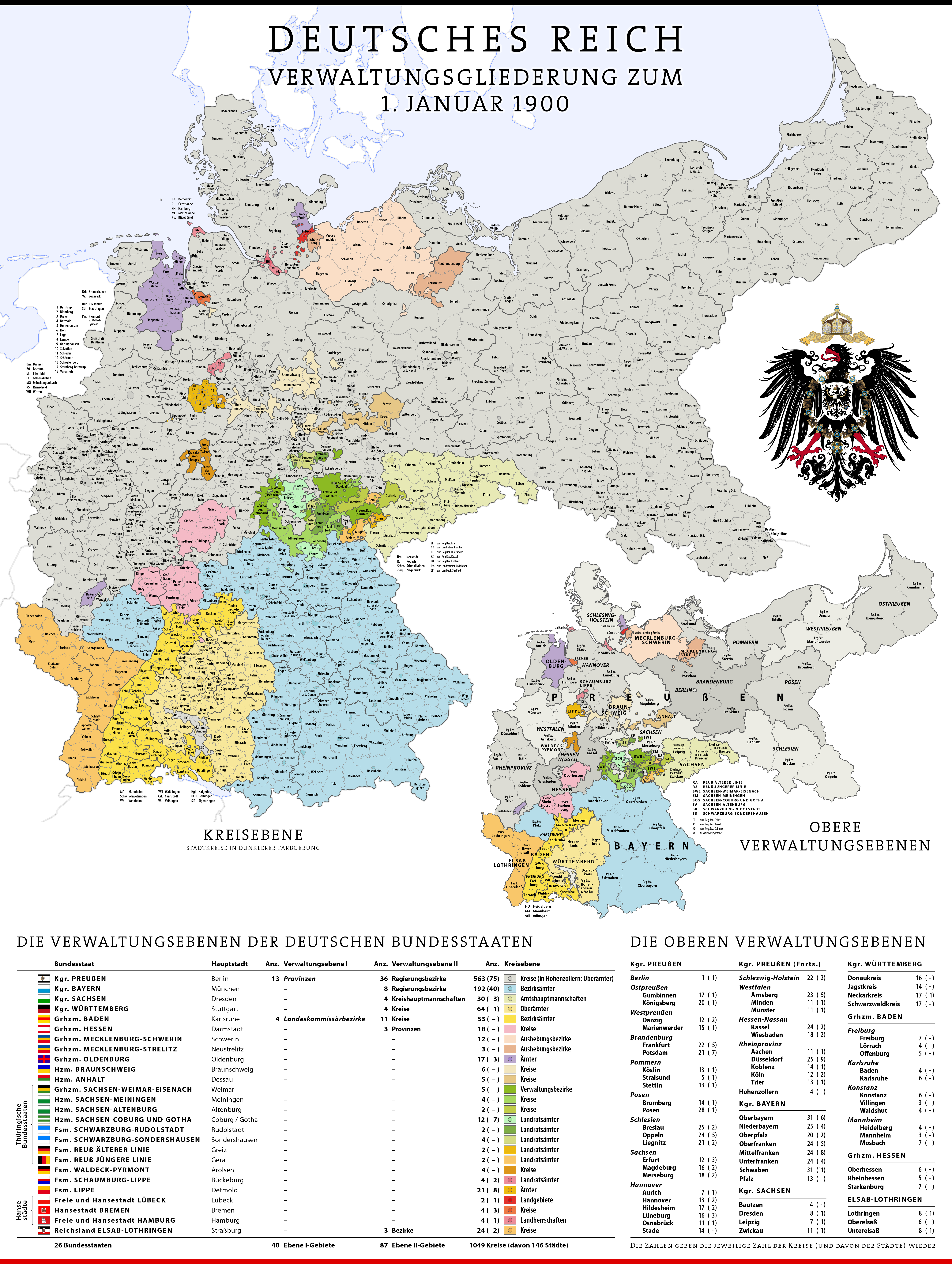

V období napoleonských válek ztratilo Prusko v bojích proti Napoleonovi a jeho spojencům, rozsáhlá území na západě i východě, což si však po porážce Francie vykompenzovalo na Vídeňském kongrese, kde získalo západní část varšavského knížectví, na níž vzniklo velkovévodství a později pouze provincie Poznaňsko, severní polovinu Saska včetně Dolní Lužice a severovýchodní poloviny Horní Lužice, celé Porýní a Vestfálsko.
Dále získalo od Švédska smlouvou ze 4. června 1815 severní část Předního Pomořanska včetně Rujány. 8. června 1815 pak Prusko spolu s Rakouskem a ostatními německými státy vytvořilo Německý spolek, k němuž však nepatřily jeho 3 nejvýchodnější provincie Poznaňsko, Západní Prusko a Východní Prusko.

### Další územní růst

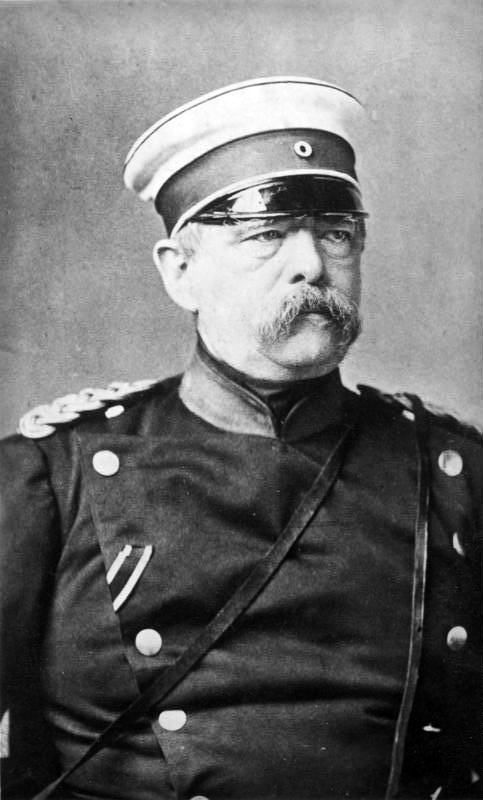
Pruský ministerský předseda Otto von Bismarck

Pruské království bylo roku 1851 poraženo Dánskem v prusko-dánské válce (1848–1851), v níž chtělo Prusko ovládnout Dánskem kontrolované Šlesvicko s početnou německou menšinou. Roku 1863 pak bylo Šlesvicko začleněno přímo do Dánska, což bylo zjevným porušením Londýnského protokolu z roku 1851, v němž se Dánsko mimo jiné zavázalo ponechat Šlesvicku jeho práva.
Důsledkem byla následující německo-dánská válka roku 1864 pak Prusko s Rakouskem a ostatními německými státy bojovalo proti Dánsku, které chtělo oddělit jím ovládané Holštýnsko a Lauenbursko od Německého spolku (dánský král byl v rámci personální unie také vévodou Šlesvicka-Holštýnska, ale Holštýnsko bylo spolu s Lauenburskem na rozdíl od severnějšího Šlesvicka členem Německého spolku) a začlenit je do Dánska. V této válce bylo Dánsko poraženo, Šlesvicko se stalo prusko-rakouským kondominiem, Holštýnsko získalo Rakousko a Lauenbursko s titulem vévodství Prusko.
Spor s Rakouskem o vedoucí úlohu v Německém spolku a o Šlesvicko-Holštýnsko pak vedl roku 1866 k prusko-rakouské válce, v níž bylo Rakousko a jeho spojenci poraženi. Prusko pak kromě anexe celého Šlesvicka-Holštýnska anektovalo rozsáhlá území rakouských spojenců Hannoverského království, Hesenského kurfiřtství a Nasavského vévodství.
V anexi dalšího rakouského spojence Saského království mu zabránilo negativní stanovisko Rakouska a Francie, a Sasko bylo postiženo „pouze“ vysokými reparacemi. Další rakouští spojenci Bavorské království a Hesenské velkovévodství musely postoupit Prusku menší okrajová území. Na získaných územích poté Prusko vytvořilo provincie Hannoversko, Hesensko-Nasavsko a Šlesvicko-Holštýnsko.
Prusko se pak stalo zakládajícím spolkovým státem Severoněmeckého spolku, který byl pod jeho hegemonií a v němž mu patřila většina území. Až do konce první světové války si podrželo stejný rozsah.

### Prusko vedoucím státem Německého císařství

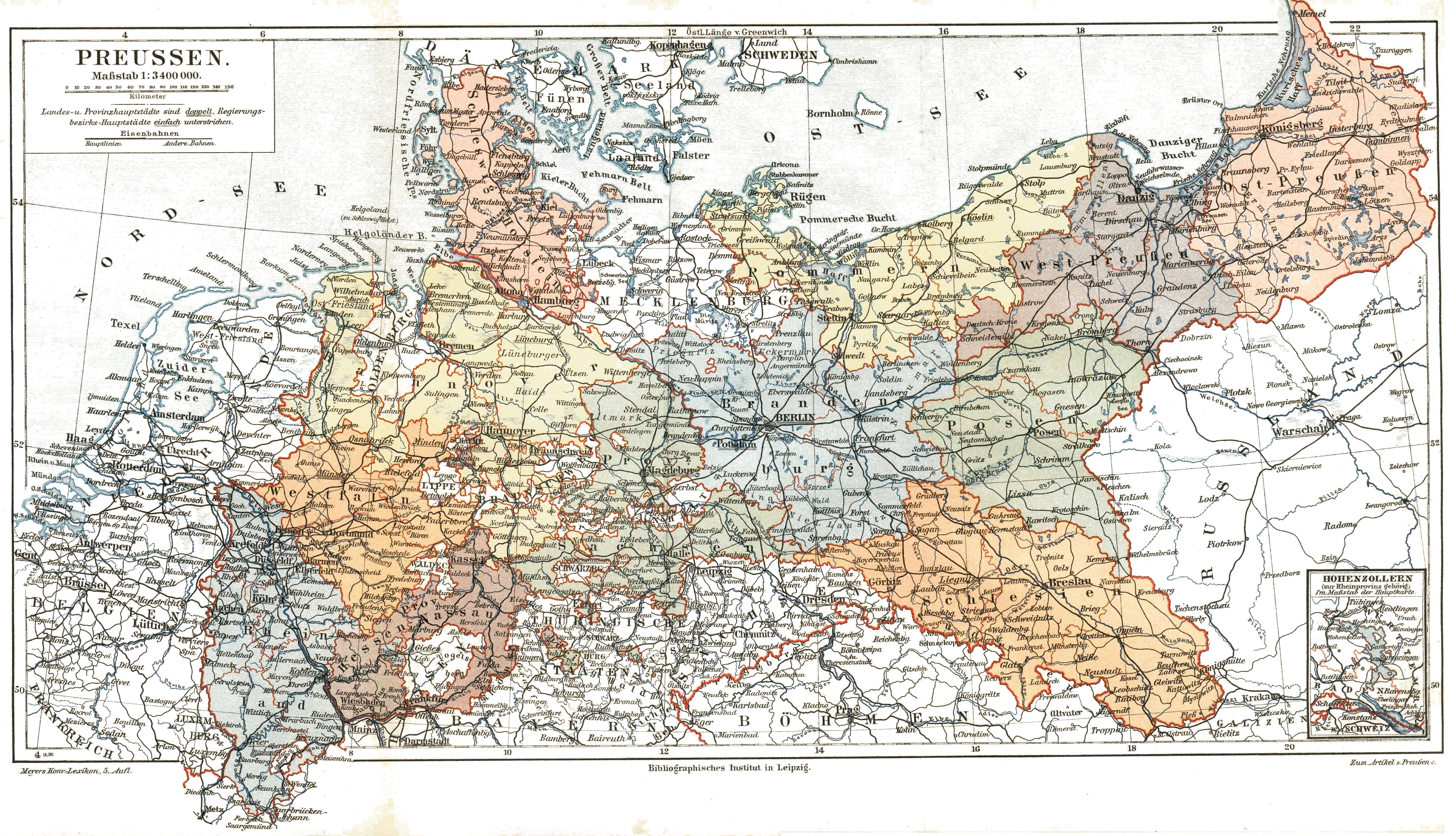
Politická mapa Pruska (před rokem 1905)

V letech 1870–1871 Pruské království bojovalo po boku dalších německých států proti Francii v prusko-francouzské válce, kterou vyhrálo. V důsledku vítězství se 18. ledna 1871 (denní datum bylo zvoleno symbolicky, s odkazem na první pruskou korunovaci v Královci) stalo největší a vůdčí spolkovou zemí nově založeného Německého císařství s oficiálním názvem Německá říše.
V rámci císařství si Pruské království podrželo svou hegemonii, jež byla zaručena již tím, že podle ústavy byl pruský král dědičnými předseda (německé říše) majícími titul německého císaře, zároveň byl i pruský ministerský předseda německým spolkovým kancléřem, takže mezi Pruskem a Německým císařstvím byla takzvaná reálná unie.

### Zánik

Velký znak království (1873–1918)

V důsledku německé porážky v první světové válce se v listopadu 1918 úplně vyčerpané Německo vzdalo. Následně vypukla v Berlíně, takzvaná listopadová či německá revoluce, jež se rozšířila po celém Německém císařství. Jejím důsledkem bylo, že byly zrušeny či padly všechny německé monarchie včetně Německého císařství a samotného pruského království. A právě po převratu z 9. listopadu 1918, v němž se vyznamenali i pruští důstojníci a jenž se stal koncem monarchie, pojal císař Vilém II. v posledním okamžiku v rámci Německa státoprávně nerealizovatelnou, ale z historického hlediska správnou myšlenku vzdát se císařského titulu, nikoliv ale pruské koruny. Nakonec se ale pod tlakem událostí vzdal obou, čímž ukončil pětisetleté panování Hohenzollernů v Braniborsku, třísetleté v Prusku a padesátileté v Německu.
A tak po pádu monarchie roku 1918, v rámci Výmarské republiky vznikl Svobodný stát Prusko (Freistaat Preussen). V důsledku Versailleského míru ztratilo Prusko rozsáhlá území na východě, severu a západě, tj. ve prospěch Belgie, Dánska, Polska, Litvy a Československa. Paradoxní je, že 30 let po svrhnutí monarchie v Prusku byl bývalý silný pruský stát rozhodnutím spojenecké kontrolní komise zcela zrušen.